# Sergo K'ut'ivadze
Sergo Ivanis Dze K'ut'ivadze (in georgiano სერგო ივანის ძე კუტივაძე?, in russo Сергей Иванович Кутивадзе?, Sergej Ivanovič Kutivadze; Almaty, 16 ottobre 1944 – Tbilisi, 8 giugno 2017) è stato un calciatore sovietico dal 1991 georgiano, di ruolo centrocampista.

## Statistiche

### Cronologia presenze e reti in Nazionale
| Cronologia completa delle presenze e delle reti in nazionale ― Unione Sovietica | Cronologia completa delle presenze e delle reti in nazionale ― Unione Sovietica | Cronologia completa delle presenze e delle reti in nazionale ― Unione Sovietica | Cronologia completa delle presenze e delle reti in nazionale ― Unione Sovietica | Cronologia completa delle presenze e delle reti in nazionale ― Unione Sovietica | Cronologia completa delle presenze e delle reti in nazionale ― Unione Sovietica | Cronologia completa delle presenze e delle reti in nazionale ― Unione Sovietica | Cronologia completa delle presenze e delle reti in nazionale ― Unione Sovietica |
| Data                                                                            | Città                                                                           | In casa                                                                         | Risultato                                                                       | Ospiti                                                                          | Competizione                                                                    | Reti                                                                            | Note                                                                            |
| ------------------------------------------------------------------------------- | ------------------------------------------------------------------------------- | ------------------------------------------------------------------------------- | ------------------------------------------------------------------------------- | ------------------------------------------------------------------------------- | ------------------------------------------------------------------------------- | ------------------------------------------------------------------------------- | ------------------------------------------------------------------------------- |
| 04/09/1965                                                                      | Mosca                                                                           | Unione Sovietica                                                                | 0 – 0                                                                           | Jugoslavia                                                                      | Amichevole                                                                      | -                                                                               |                                                                                 |
| Totale                                                                          |                                                                                 | Presenze                                                                        | 1                                                                               |                                                                                 | Reti                                                                            | 0                                                                               |                                                                                 |